# Youth (Spring)
Youth (Spring) (Chinees: 青春; Qīngchūn (chūn); Frans: Jeunesse (le Printemps)) is een Frans-Luxemburgs-Nederlandse documentairefilm uit 2023, geregisseerd door Wang Bing. Het is het eerste deel van de Youth-filmtrilogie van de regisseur over jonge Chinese textielarbeiders, gevolgd door de documentaires Youth (Hard Times) en Youth (Homecoming) die in 2024 uitkwamen.

## Verhaal
Wang Bing trok een jaar op met een groep jonge textielarbeiders in Zhili, een stad in het district Wuxing van Huzhou, 150 kilometer buiten Shanghai. Elk jaar trekken jongeren, meestal twintigers en sommigen dertigers, uit hun plattelandsdorpen, soms meer dan 200 kilometer veraf gelegen, naar de productiestad om te gaan werken. Ze slapen samen in slaapzalen en hun dialecten komen uit verschillende regio's. Ze werken onvermoeibaar met de hoop ooit kinderen te krijgen, een huis te kopen of een eigen bedrijf te starten. Naarmate de seizoenen verstrijken ontstaan er vriendschappen en romances. 

## Productie
De film werd van 2014 tot 2019 opgenomen in de Chinese provincie Zhejiang in Zhili, een productiestad in Huzhou. Wang Bing woonde een aantal jaren in een nabijgelegen stad om een groep textielarbeiders te volgen. Na een moeizame eerste drie maanden, raakte Wang Bing uiteindelijk bevriend met de lokale bedrijfsleiders, die grotendeels in beslag werden genomen door hun dagelijks leven. Mits de productie de bedrijfsvoering niet zou verstoren, hadden ze geen bezwaar tegen de film of wat er wel of niet vertoond zou worden van de arbeidsomstandigheden van hun werknemers. Het is de eerste film in een trilogie die de groep gaat volgen.

## Release
Youth (Spring) ging op 18 mei 2023 in première in de officiële competitie van het Filmfestival van Cannes.

## Prijzen en nominaties
De belangrijkste:
| Jaar | Prijs                   | Categorie   | Genomineerde(n) | Uitslag     |
| ---- | ----------------------- | ----------- | --------------- | ----------- |
| 2023 | Filmfestival van Cannes | Gouden Palm | Wang Bing       | Genomineerd |